# 後藤晴菜
後藤 晴菜（ごとう はるな、1990年4月12日 - ）は、セント・フォース所属のフリーアナウンサー。元日本テレビアナウンサー。

## 来歴
- 愛知県名古屋市出身[1]。身長163 cm[1]。
- 愛知県立瑞陵高等学校[1]、津田塾大学学芸学部情報科学科卒業[1]。
- 2013年入社[5]。同期入社は川畑一志、郡司恭子、中島芽生。
- 2013年5月31日、『ZIP!』で同期入社アナウンサーと共に初お披露目された[6]。 同年、ポータルサービス「TVer」（ティーバー）のCMキャラクター（日本テレビ代表）として出演[7]。
- 2021年3月より出演していた『バゲット』（月 - 木曜 10:25）内の企画でヨガインストラクター資格取得に挑戦。同年5月31日、自身のInstagramにて最終試験に合格し、資格取得を報告した[8][9]。
- 2021年10月12日、プロサッカー選手の三竿健斗（鹿島アントラーズMF）と結婚することを発表した[10][11] 。
- 2022年5月25日、『バゲット』のエンディングで第1子妊娠を発表[12]。 秋頃の出産予定で、仕事を継続していくという。 同年8月31日の『バケット』が産前の最後の出演となり、翌日（9月1日）から産休に入った[3]。10月14日、第1子女児の出産を報告[13][14]。
- 2024年夏に夫の三竿が海外チームから鹿島アントラーズに復帰したことや長女の育児中ということなどもあり、同年9月10日に『家族との時間を大切にしたい』として、今秋を目処に12年間在職した同局を退職する予定であることが明らかになった[15]。
- 2024年10月31日、自身のSNSにて「（2024年）10月31日を以て日本テレビ放送網を退職した」ことを報告した[16]。
- 2024年11月1日、セント・フォースに所属した[17]。

## 人物
- 趣味は旅行[1]。長期休暇の時は必ず旅行に出掛けていると言う[18]。
- 魚料理が好きで、特にサンマが好物[18]。
- カレーも好きであり、食べに行ったカレーの写真を自身のインスタグラムに載せることが多い。
- 特技はピアノ、ヘアアレンジ[1]。ピアノについては、絶対音感を持っており、3歳よりはじめ、第2回ショパン国際ピアノコンクールin ASIAでは小学校3～4年生部門で銀賞を受賞している[19]。高校時代は陸上部に所属[20]、100mのベスト記録は12”69[6]
- 陸上競技選手の市川華菜は、高校生時代に陸上の県大会などで知り合って以来の友人[20]。アナウンサーになったきっかけも、陸上競技に係わっていたい、陸上の臨場感を伝えたいということや「（市川と）取材者として再会したい」と思ったことからだという[20]。
- 資格は日本漢字能力検定2級、普通自動車運転免許[1]。
- 信条は「一点集中・全面展開」[1]。

## 出演

### テレビ番組
- スポーツ中継（駅伝・マラソン実況）
- シューイチ
  - エンタメキャスター（2013年6月2日 - 2014年6月29日）
  - まじっすかのコーナーにヨガ講師として出演（2021年9月12日）
- NFL倶楽部（2013年9月13日 - 2015年3月1日）
- 深層NEWS（BS日テレ）
  - ニュース・天気担当アナウンサー（2013年9月30日 - 2016年12月23日、不定期出演）
  - 木曜担当サブキャスター（2021年10月7日 - 2022年3月24日）
  - 金曜担当サブキャスター（2022年4月1日 - 6月17日）
- ウラカタ（2013年11月25日 - 2016年3月、不定期出演）
- 所さんの目がテン!（2014年1月12日 - 2018年9月16日） - アシスタント
- Going!Sports&News - アシスタント
  - 土曜担当（2014年3月29日 - 2017年3月26日、2017年7月8日 - 2021年3月27日）
  - 土・日曜担当（2017年4月2日 - 7月2日、2021年4月3日 - 9月27日）
- アイドルの穴2014 日テレジェニックを探せ!（2014年4月6日 - 6月22日） - アシスタント
- Oha!4 NEWS LIVE（日テレNEWS24・日本テレビ系列）- メインキャスター
  - 木・金曜担当（2016年1月7日 - 2017年9月29日）
  - 金曜担当（2017年10月6日 - 2018年3月30日）
- スッキリ - ニュースコーナー担当
  - 木・金曜担当（2018年6月7日 - 2019年9月27日）
  - 金曜担当（2019年10月4日 - 2020年4月10日、2020年6月19日 - 2021年3月26日）
  - 火曜担当（2021年3月30日 - 2022年8月30日）
- バゲット（2018年10月3日 - 2022年8月31日） - 水曜レギュラー
- NNNストレイトニュース
  - 木・金曜担当（2018年10月4日 - 2019年9月27日）
  - 金曜担当（2019年10月4日 - 2020年4月10日、2020年6月19日 - 2021年3月26日）
  - 火曜担当（2021年3月30日 - 2022年8月30日）
- 情報ライブ ミヤネ屋（読売テレビ制作、2021年3月30日 - 2022年8月30日） - 火曜ニュースコーナー担当

### 映画
- それいけ!アンパンマン りんごぼうやとみんなの願い（2015年）- アップルランドの住人B〈声の出演〉